# Památná hrušeň u Dobrušky
Památná hrušeň u Pulic je památný strom na katastru města Dobruška, nacházející se se u silnice II. třídy č. 298 vedoucí z Opočna do města Dobruška v okrese Rychnov nad Kněžnou v Královéhradeckém kraji. Z původně v roce 1980 vyhlášených tří hrušní se na místě do roku 2018 dochovala pouze jedna hrušeň.
Hrušně požívaly ochrany od roku 1980 z důvodu „značného stáří a mohutnosti“.

## Památné a významné stromy vokolí
- Dub letní u Pulice
- Dub letní v Dobrušce
- Hlošina úzkolistá v Dobrušce